# Julius Natterer
Pour les articles homonymes, voir Natterer.
Julius Karl Manfred Natterer, né le 5 décembre 1938 à Neukirchen-Haggn et mort le 25 octobre 2021, est un ingénieur allemand, professeur de construction en bois à l'École Polytechnique Fédérale de Lausanne,.

## Biographie

### Enfance, formation et débuts
Julius Natterer a étudié à l'Université technique de Munich, où il a obtenu son diplôme en 1965. Il y est ensuite resté pendant neuf ans en tant qu'assistant. Pendant cette période, il a fondé son propre bureau d'études bois. En 1978, il est nommé à l'École Polytechnique Fédérale de Lausanne. Il y dirige le laboratoire la construction bois (IBOIS / EPFL) qui, selon les idées du président de l'université, Maurice Cossandey, doit donner un nouvel élan à la construction en bois en Suisse.

### Carrière
Il est aujourd'hui considéré comme l'une des personnalités les plus importantes dans le domaine de la construction en bois,. Il est le concepteur de nombreux nouveaux systèmes constructifs en bois massif et planches clouées. Il est également réputé pour ses toits géodésiques qu'il a conçu en bois, notamment celui du Polydôme de l'EPFL en 1991, ou celui de l'Expo de Hannovre en 2000.
Julius Natterer, en tant que praticien et enseignant, a rapidement compris que l'ingénierie des structures en bois devait être enseignée de manière mixte aux étudiants en ingénierie et en architecture. Pour développer cette ambition, il initie un cours postgrade en ingénierie et architecture du bois à l'EPFL en 1988 en collaboration avec le professeur Roland Schweitzer. Pionnier de ce type de master à l'EPFL, il y associe le professeur Jean-Luc Sandoz, ingénieur en matériaux et structures du bois, pour porter cette formation à un niveau international. 
En 1998, il est le parrain la promotion de l'École nationale supérieure des technologies et industries du bois. 
Cet expert continue de partager sa passion de la construction bois, bien après avoir pris sa retraite académique en 2005.
Julius Natterer est régulièrement cité en référence par les générations qui lui succèdent, notamment lors de présentations officielles qui attraient au développement durable. 
Certains de ses disciples se distinguent à travers leurs projets comme la création de l'entreprise Cadwork.

### Engagé
"Seule l'utilisation accrue du bois dans la construction pourra sauver les forêts du monde",,,. 

## Distinctions
- 1976 : Prix allemand des structures en métal[6]
- 1981 : Prix de Mies van der Rohe[6]
- 1986 : Médaille de l’Académie d’Architecture[6]
- 1992 : Membre de l'Académie royale des sciences de l'ingénieur de Suède présidé par Lena Treschow Torell[6]
- 1995 : Prix Ernst Pelz et le Merit Award aux États-Unis[6]
- 1999 : Bibliographie de l'histoire suisse [19]
- 2002 : World Award for Timber Structures in Malaysia[6]
- 2005 : awarded the main prize of the Schweighofer Foundation[6]
- 2005 : Désigné champion pour la Terre par la communauté vaudoise, en raison de sa contribution précieuse à la sauvegarde de l’environnement, dans le canton par la fondation Athena et l’Association pour le Développement du Nord Vaudois[20]
- 2012 : Distinction Monsieur Bois[21]
- 2018 : Lors du 8e Forum International Bois Construction, il reçoit un hommage, aux côtés de nombreux ingénieurs qu'il a formé tout au long de sa carrière, de l'ensemble de ses pairs, ingénieurs et architectes de la construction en bois[22]

La liste exhaustive de ses distinctions sont à retrouver dans son cv et son site internet,.

## Œuvres

### Écrits

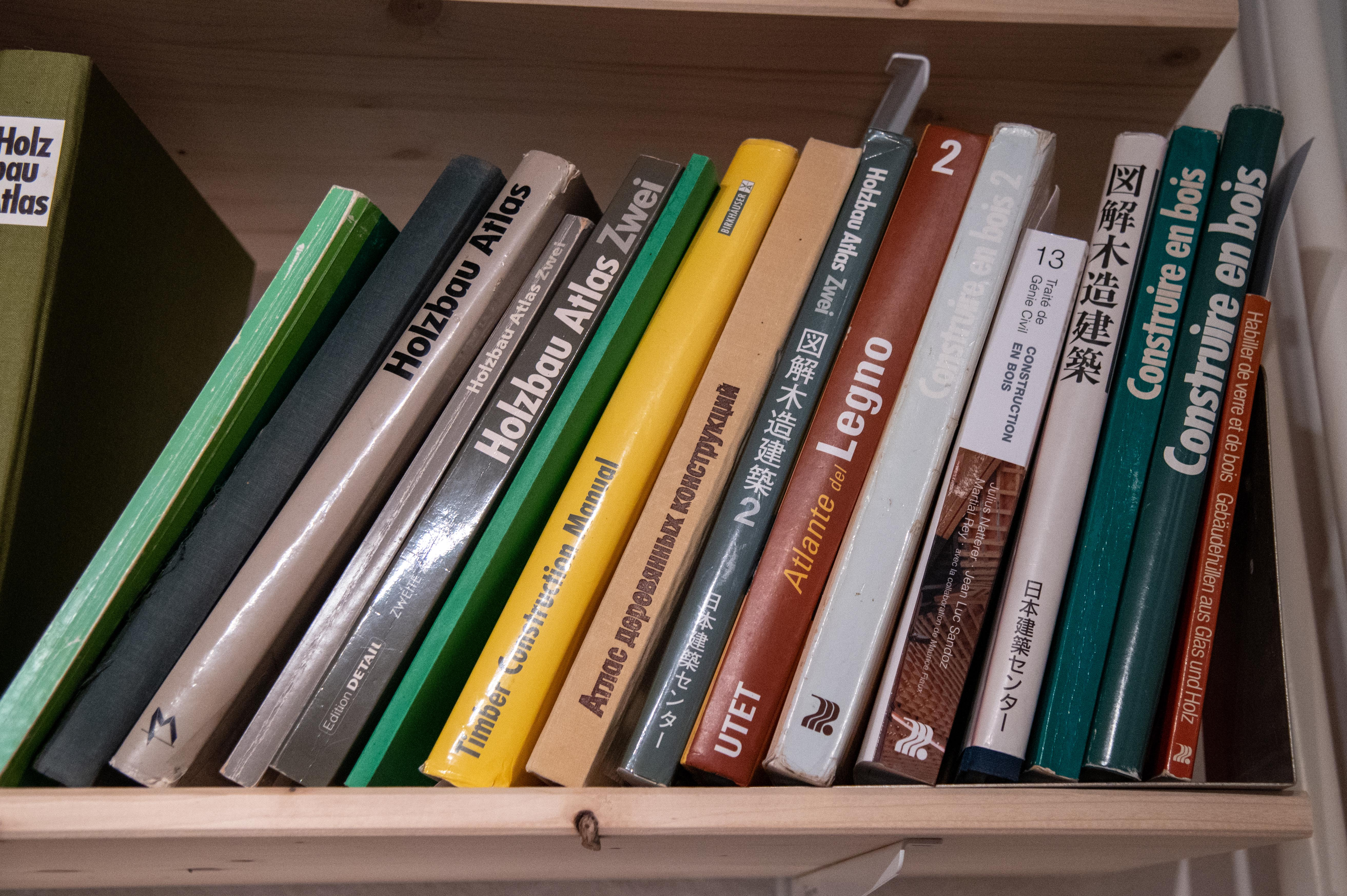
Construire en bois en plusieurs langues.

Il est coauteur de plusieurs ouvrages de références au niveau mondial de la construction en bois en plusieurs langues, notamment dans les collections Atlas de la construction et Traité de génie civil de l'EPFL, le volume 13,.
- Atlas de la construction bois  (ISBN 9782880746025)
- Traité de génie civil de l'EPFL, volume 13, Construire en bois  (ISBN 9782880749491)

### Constructions
- Le pont de Vallorbe à Ballaigues, 1989[27]
- Polydôme EPFL, 1991[9],[28]
- Eine-Welt-Kirche, Schneverdingen, 1999[29]
- Toit de l'Exposition universelle de 2000, Hanovre 2000[30],[31]
- Tour de Sauvabelin, Lausanne, 2003[32]
- Wiler Turm, Wil (Saint-Gall), Canton de Saint-Gall, 2006[33]
- Zénith de Limoges, 2007[34]
- Pavillon du Luxembourg à l'exposition universelle de Shanghai, 2010[35]
- Construction du toit de l'église évangélique libre du Christ d'Heiligenstadt (de), 2011[36]

Une liste plus complète de ses ouvrages est à retrouver sur son blog personnel.

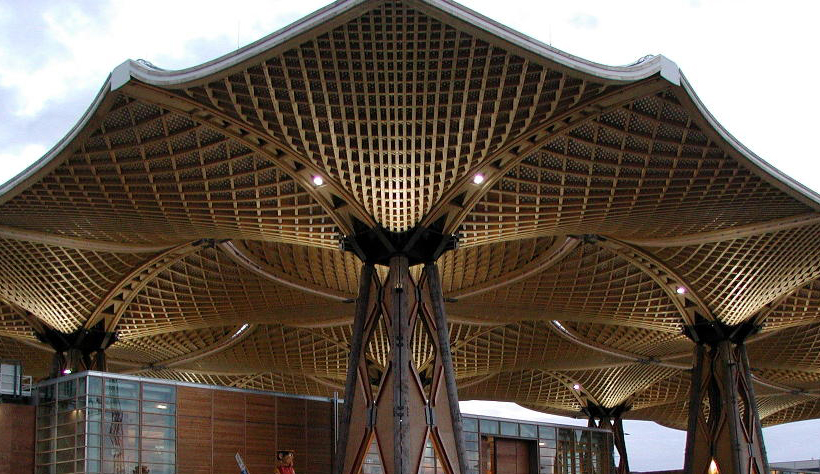
Toiture Expo Universelle de Hannover 2000
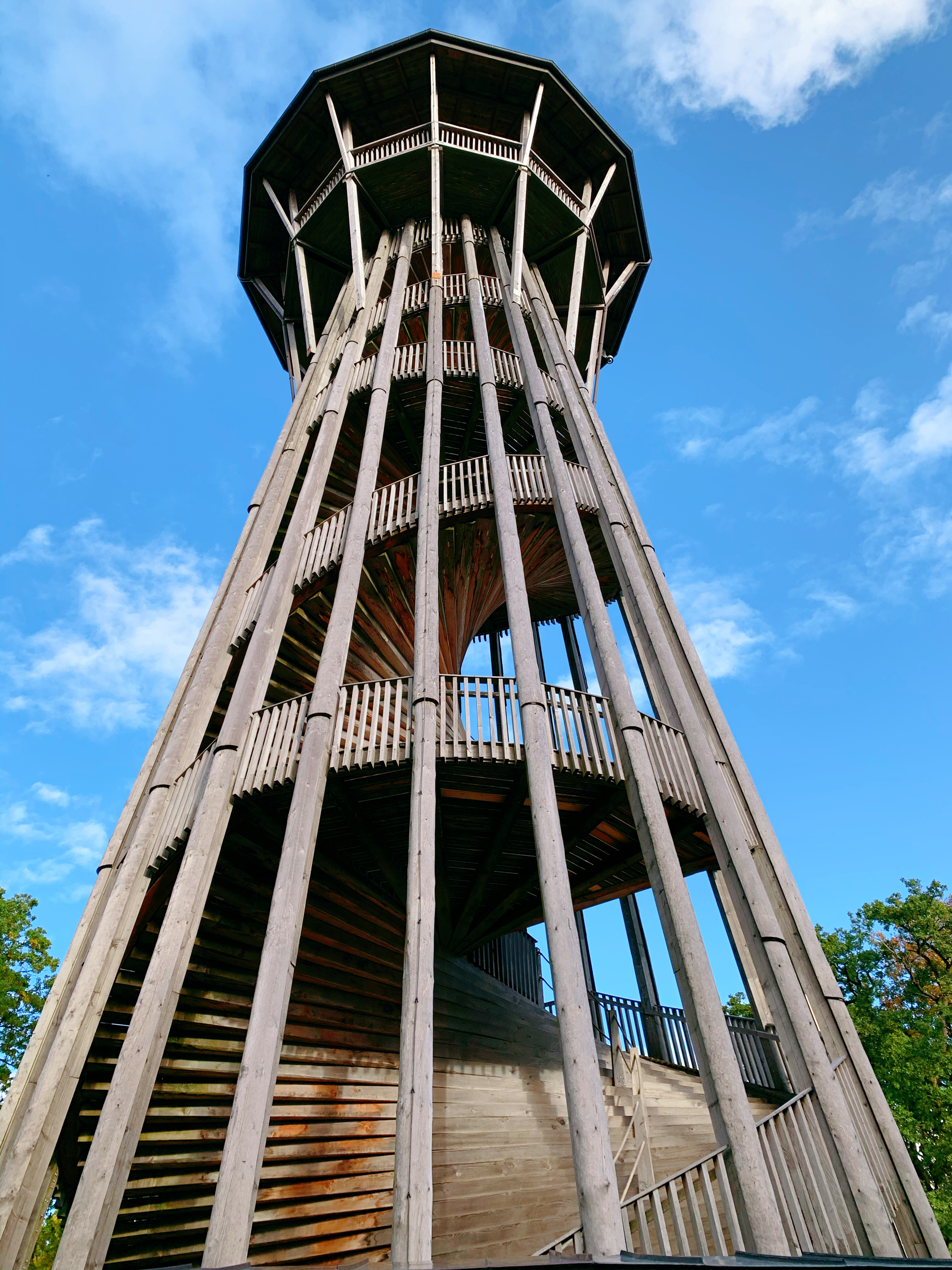
Conception de la Tour de Sauvabelin
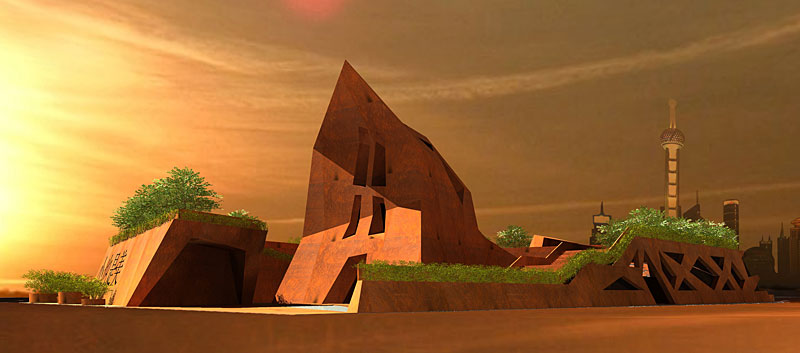
Pavillon du Luxembourg expo de Shanghai
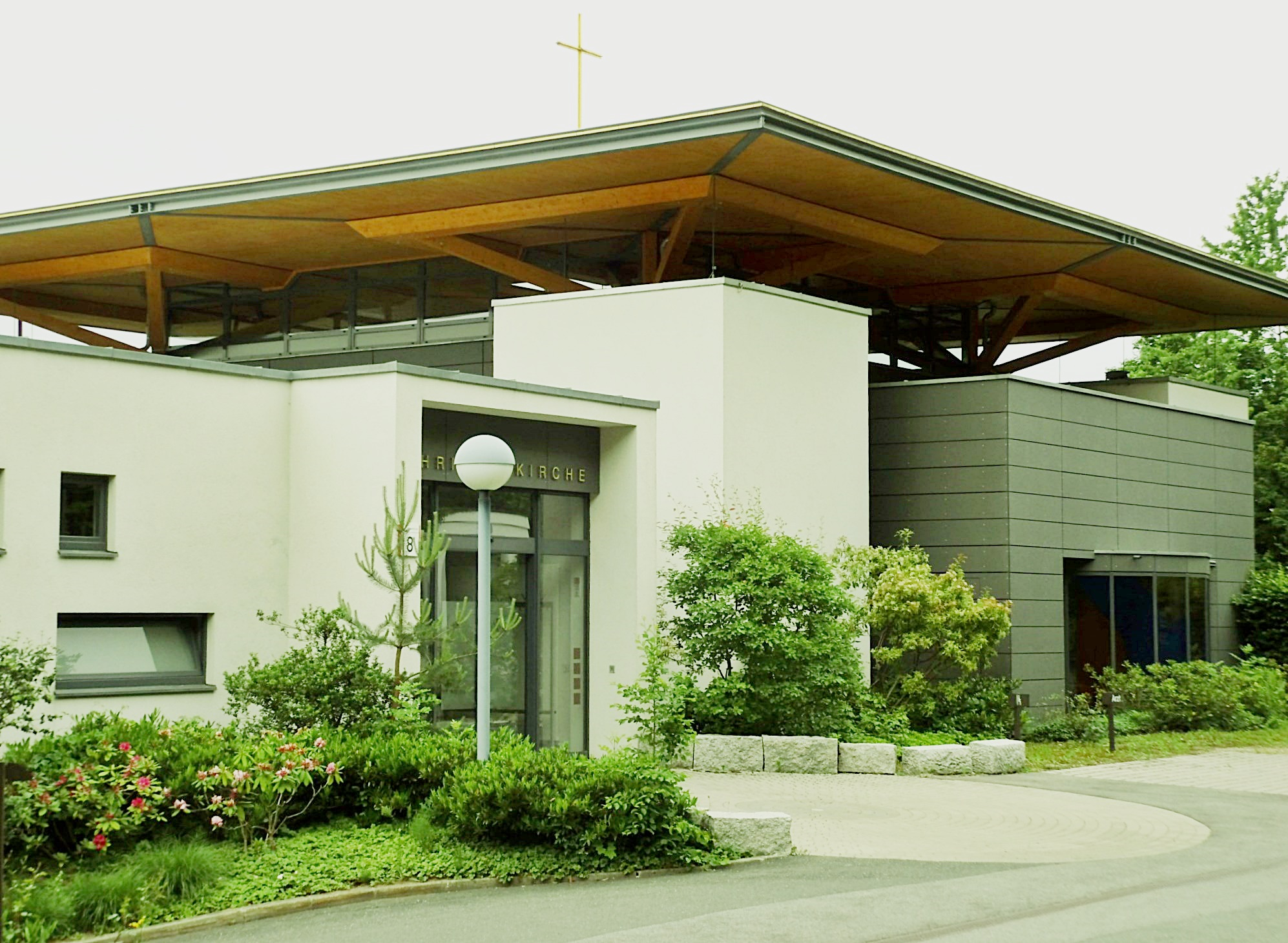
Toiture de l'église de Heiligenstadt
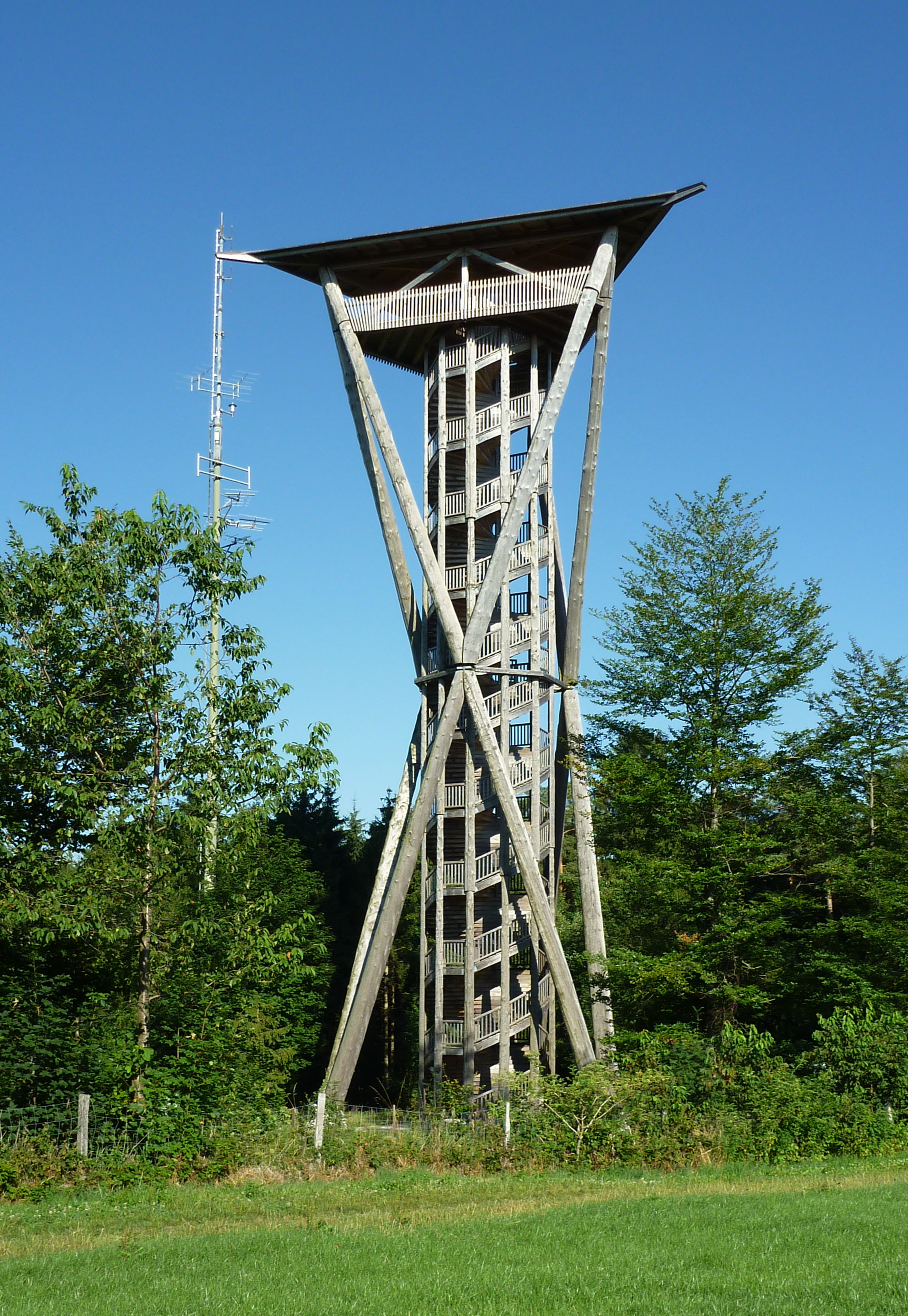
Conception de la Wiler Turm (de) à Saint-Gall
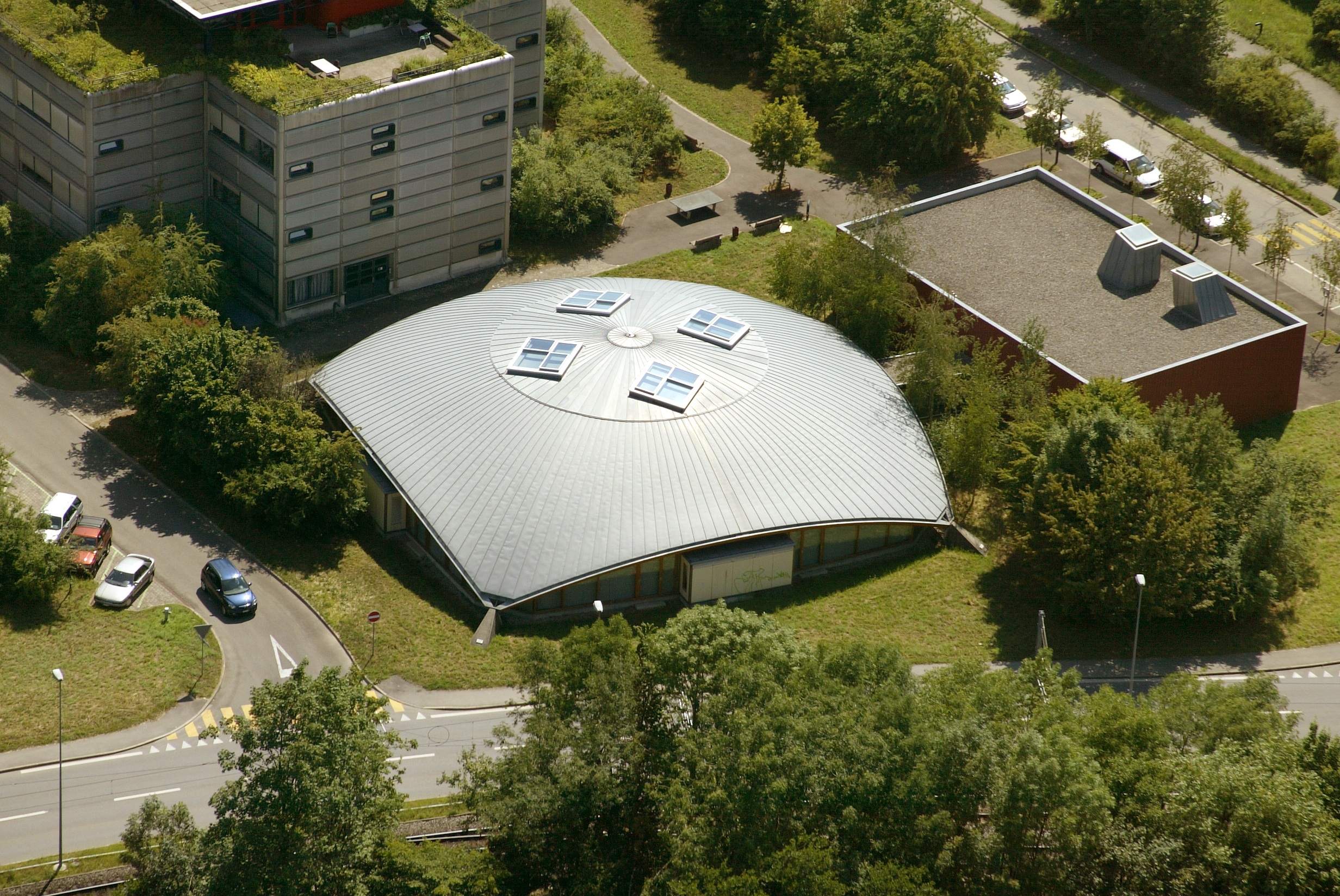
Vue du ciel de l'EPFL Polydôme

## Après sa mort
Une exposition retrospective de ses projets, à vocation pédagogique et nomade, est présentée au Forum International Bois Construction 2022 en première mondiale d'abord à Epinal, puis à Nancy,,.

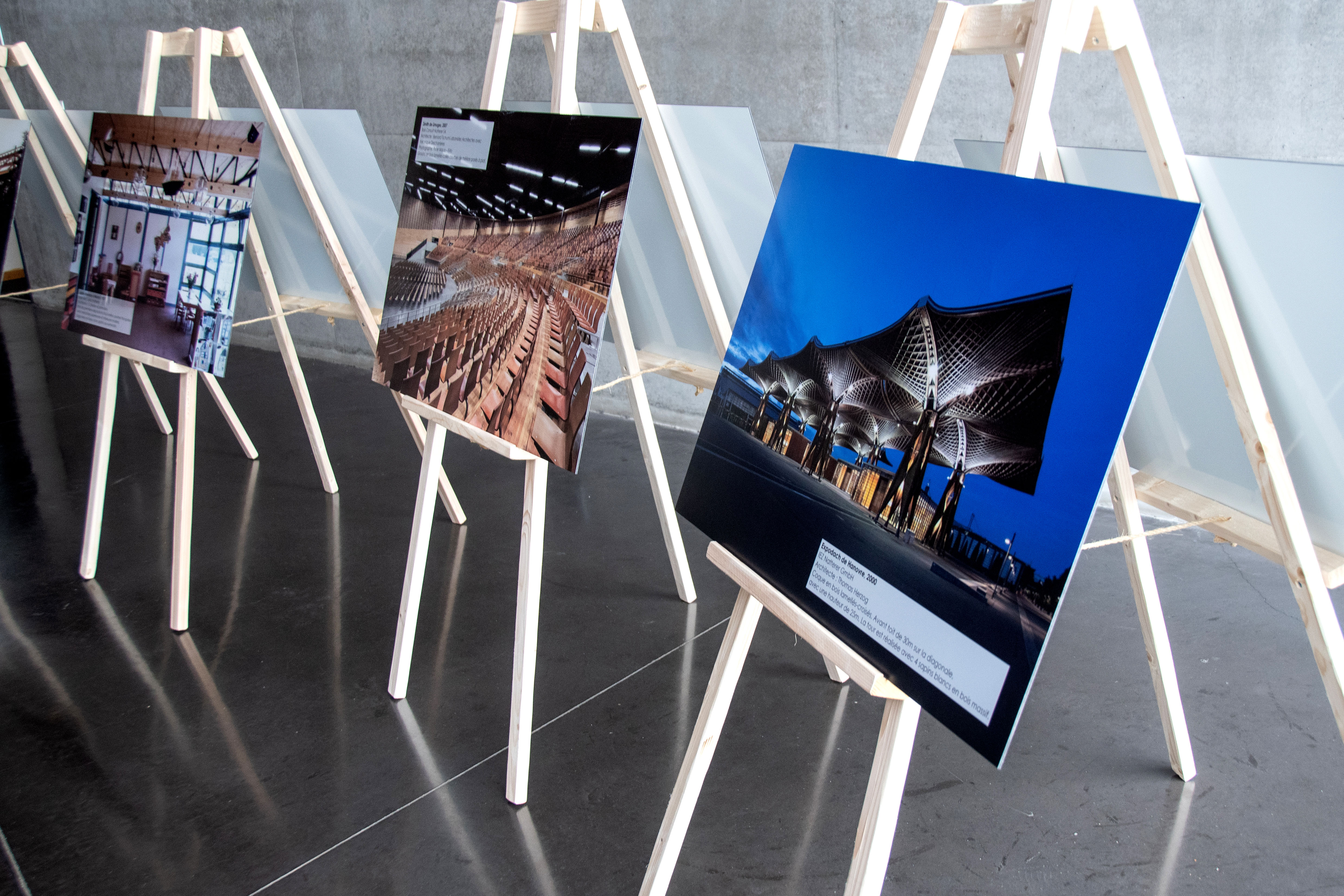
Exposition à l' Enstib
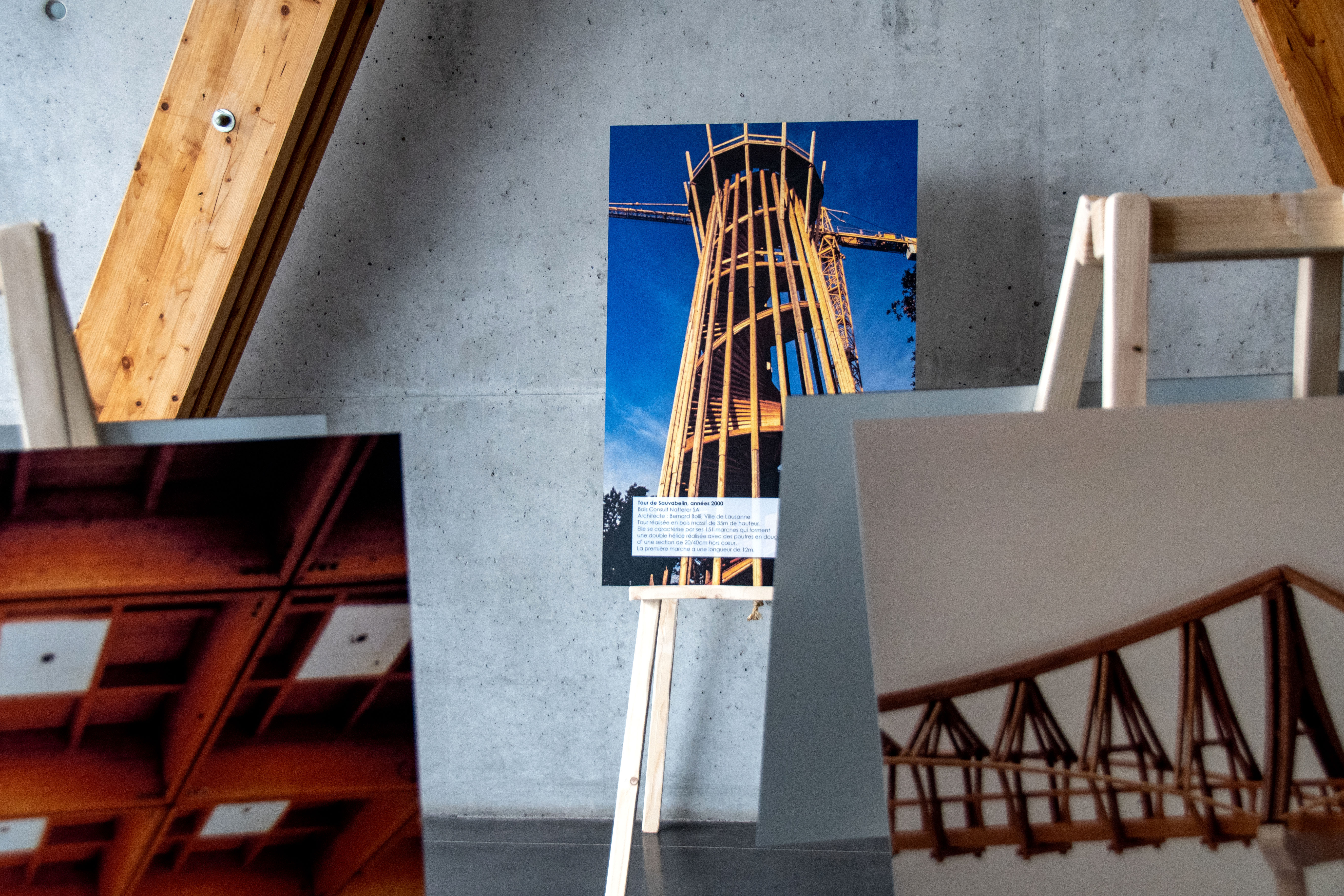
Exposition à l' Enstib
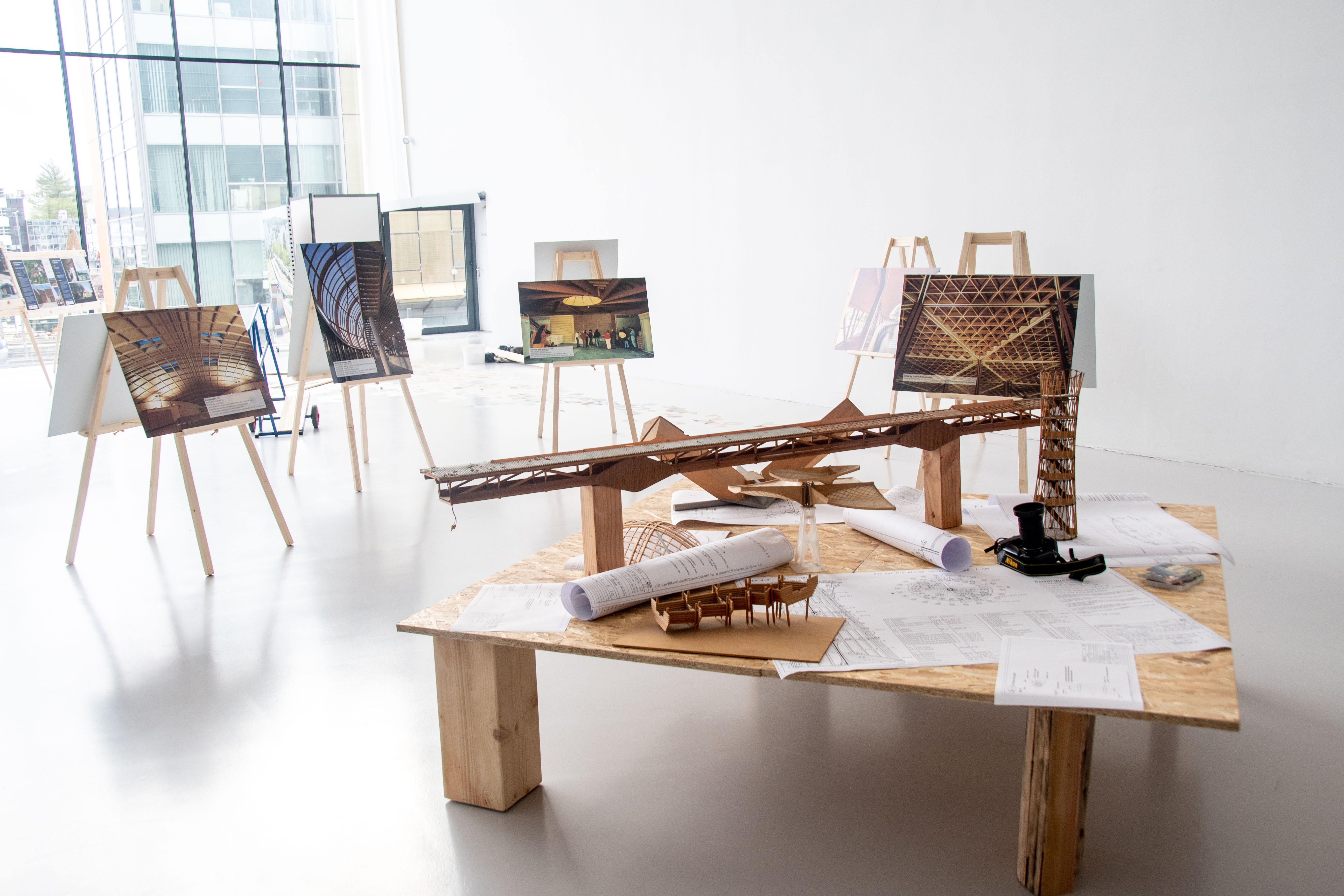
Exposition à Nancy
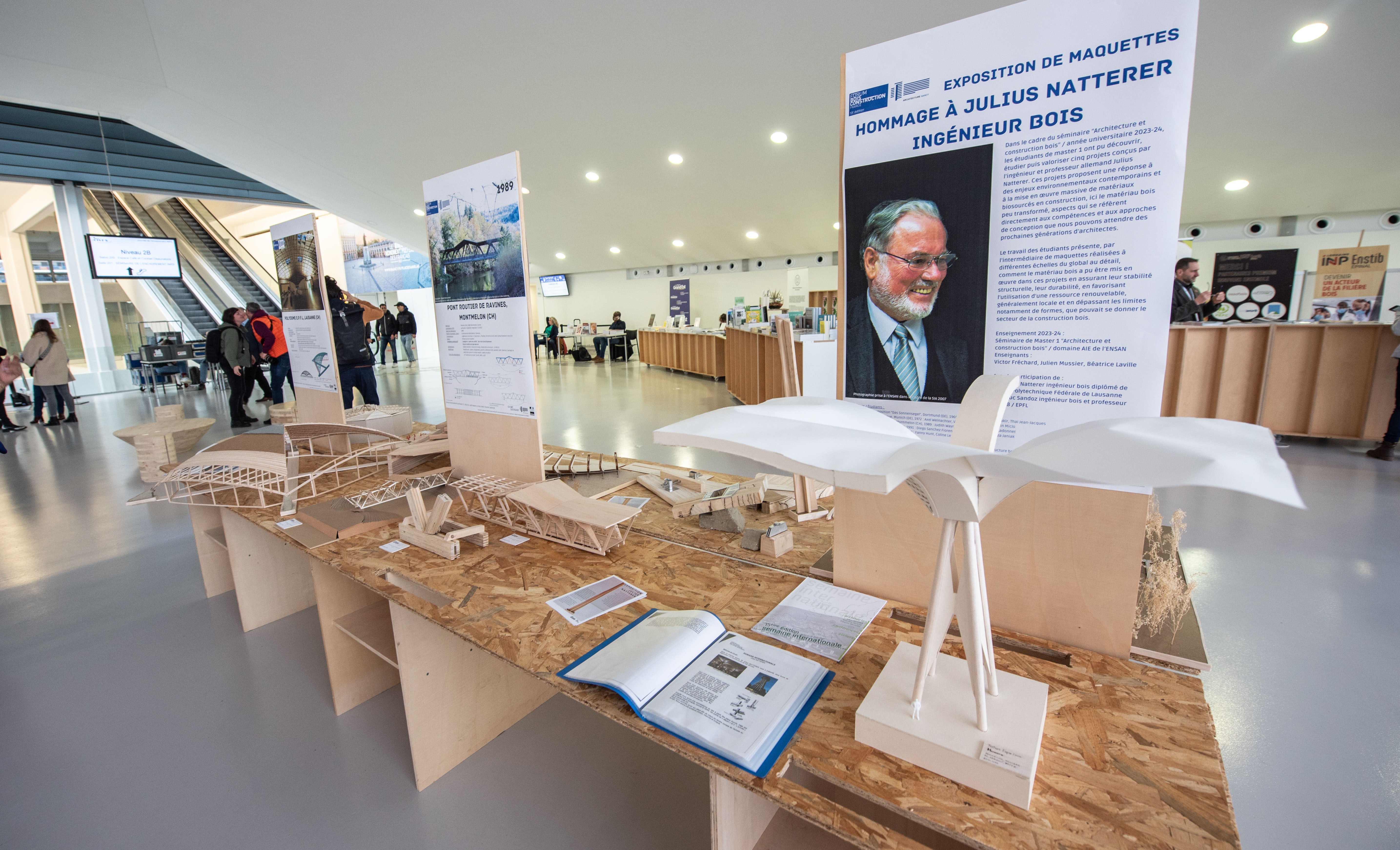
Exposition de maquettes de l'Ecole nationale supérieure d'architecture de Nancy au Forum bois 2024
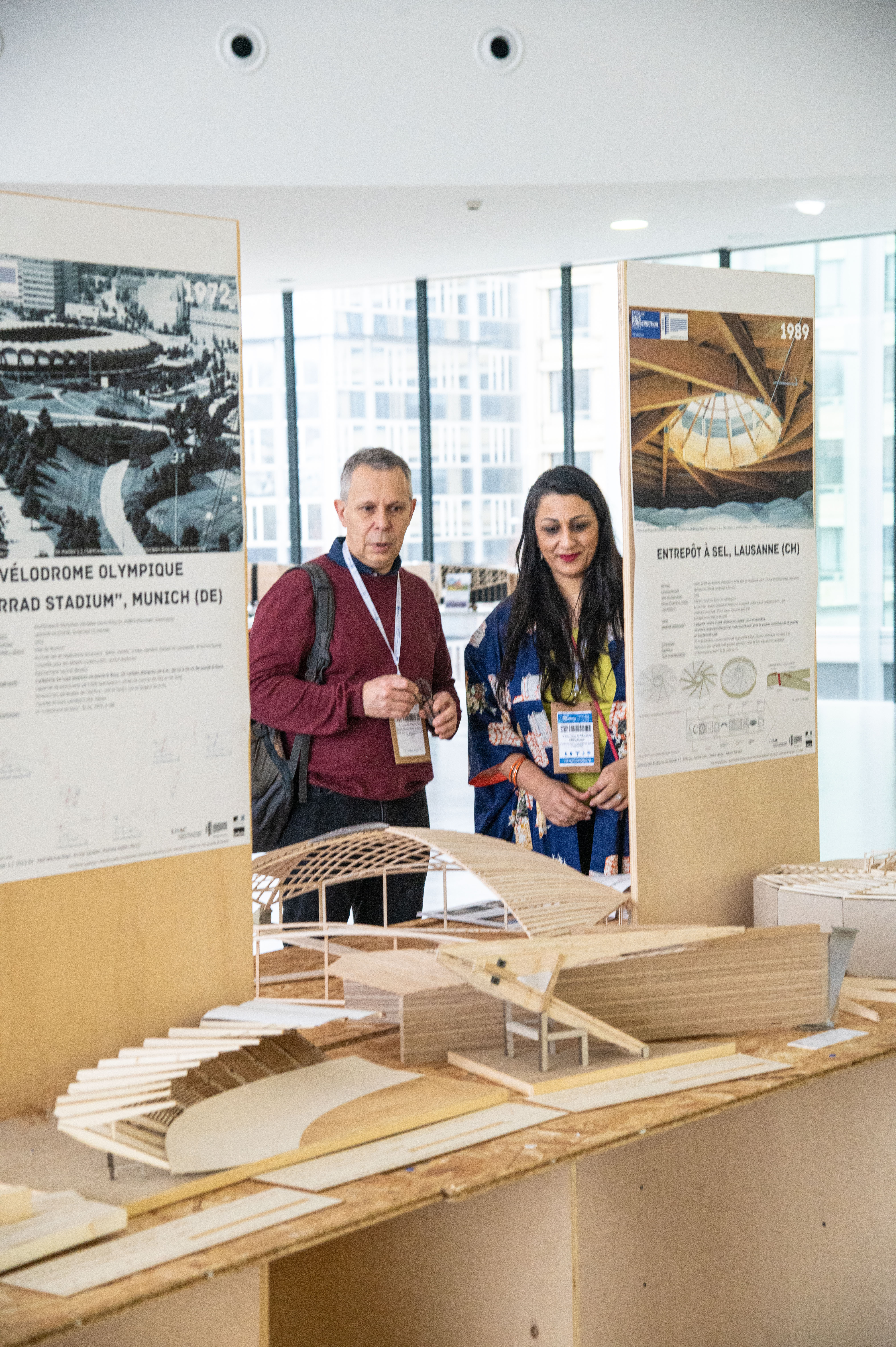
Exposition de maquettes de l'Ecole nationale supérieure d'architecture de Nancy au Forum bois 2024